# Квінт Емілій Барбула
Квінт Емілій Барбула (лат. Quintus Aemilius Barbula; ? — після 311 до н. е.) — політичний, денжавний та військовий діяч часів Римської республіки, дворазовий консул 317 та 311 років до н. е.

## Життєпис
Походив з патриціанського роду Еміліїв. У 317 році до н. е. його обрано консулом разом з Гаєм Юнієм Брутом Бубульком. Того року тривала Друга війна із самнітами. Разом із колегою захопив місто Форент в Апулії та м. Нерул у Луканії.
У 311 році до н. е. його вдруге обрано консулом, знову разом з Гаєм Юнієм Брутом Бубульком. Завдав поразки етрускам, за що отримав від сенату право на тріумф. Про подальшу долю нічого невідомо.

## Родина
- Луцій Емілій Барбула, консул 281 року до н. е.